# Nedryhaïliv
Nedryhaïliv (en ukrainien : Недригайлів) est une commune urbaine de l'oblast de Soumy, en Ukraine, et le centre administratif du raïon de Nedryhaïliv. Sa population s'élevait à 5 323 habitants en 2021.

## Géographie
Nedryhaïliv est arrosée par la rivière Soula et se trouve à 64 km à l'ouest de Soumy et à 242 km à l'est de Kiev.

## Histoire
L'origine de Nedryhaïliv n'est pas connue avec précision et sa fondation officielle est soit avant 1632, soit 1639. Elle a le statut de commune urbaine depuis 1958.

## Population
Recensements (*) ou estimations de la population :
| 1897* | 1959* | 1970* | 1979* | 1989* | 2001* |
| ----- | ----- | ----- | ----- | ----- | ----- |
| 5 873 | 5 408 | 5 286 | 5 634 | 6 604 | 6 264 |

| 2011  | 2012  | 2013  | 2014  | 2015  | 2016  |
| ----- | ----- | ----- | ----- | ----- | ----- |
| 5 795 | 5 762 | 5 716 | 5 646 | 5 636 | 5 596 |

| 2021  | - | - | - | - | - |
| ----- | - | - | - | - | - |
| 5 323 | - | - | - | - | - |

## Transports
Nedryhaïliv se trouve à 33 km à l'est de Romny et à 70 km de Soumy par la route R-01.